# Felleries
Felleries és un municipi francès, situat a la regió dels Alts de França, al departament del Nord. L'any 2006 tenia 494 habitants. Es troba a 6 kilòmetres de la frontera amb Bèlgica i limita amb els municipis de Beugnies, Flaumont-Waudrechies, Liessies, Ramousies, Sars-Poteries, Sémeries, Solre-le-Château i Willies.

## Demografia
| Evolució de la població INSEE |      |      |      |      |      |      |      |      |
| 1793                          | 1800 | 1806 | 1821 | 1831 | 1836 | 1841 | 1846 | 1851 |
| -                             | -    | -    | -    | -    | -    | -    | -    | -    |

| 1856 | 1861 | 1866 | 1872 | 1876 | 1881 | 1886 | 1891 | 1896 |
| ---- | ---- | ---- | ---- | ---- | ---- | ---- | ---- | ---- |
| -    | -    | -    | -    | -    | -    | -    | -    | 1922 |

| 1901 | 1906 | 1911 | 1921 | 1926 | 1931 | 1936 | 1946 | 1954 |
| ---- | ---- | ---- | ---- | ---- | ---- | ---- | ---- | ---- |
| 1992 | 1943 | 1950 | 1649 | 1661 | 1727 | 1707 | 2048 | 2035 |

| 1962 | 1968 | 1975 | 1982 | 1990 | 1999 | 2006 | 2011 | 2016 |
| ---- | ---- | ---- | ---- | ---- | ---- | ---- | ---- | ---- |
| 1646 | 1651 | 1880 | 1882 | 1621 | 1387 | -    | -    | -    |

| 2019 | - | - | - | - | - | - | - | - |
| ---- | - | - | - | - | - | - | - | - |
| -    | - | - | - | - | - | - | - | - |

## Administració
| Període   | Identitat        | Partit |
| --------- | ---------------- | ------ |
| 1995-2001 | Colette Sandrard |        |
| 2001-     | Pascal Lambret   |        |